# Barrage Inga II
Pour les articles homonymes, voir Inga.

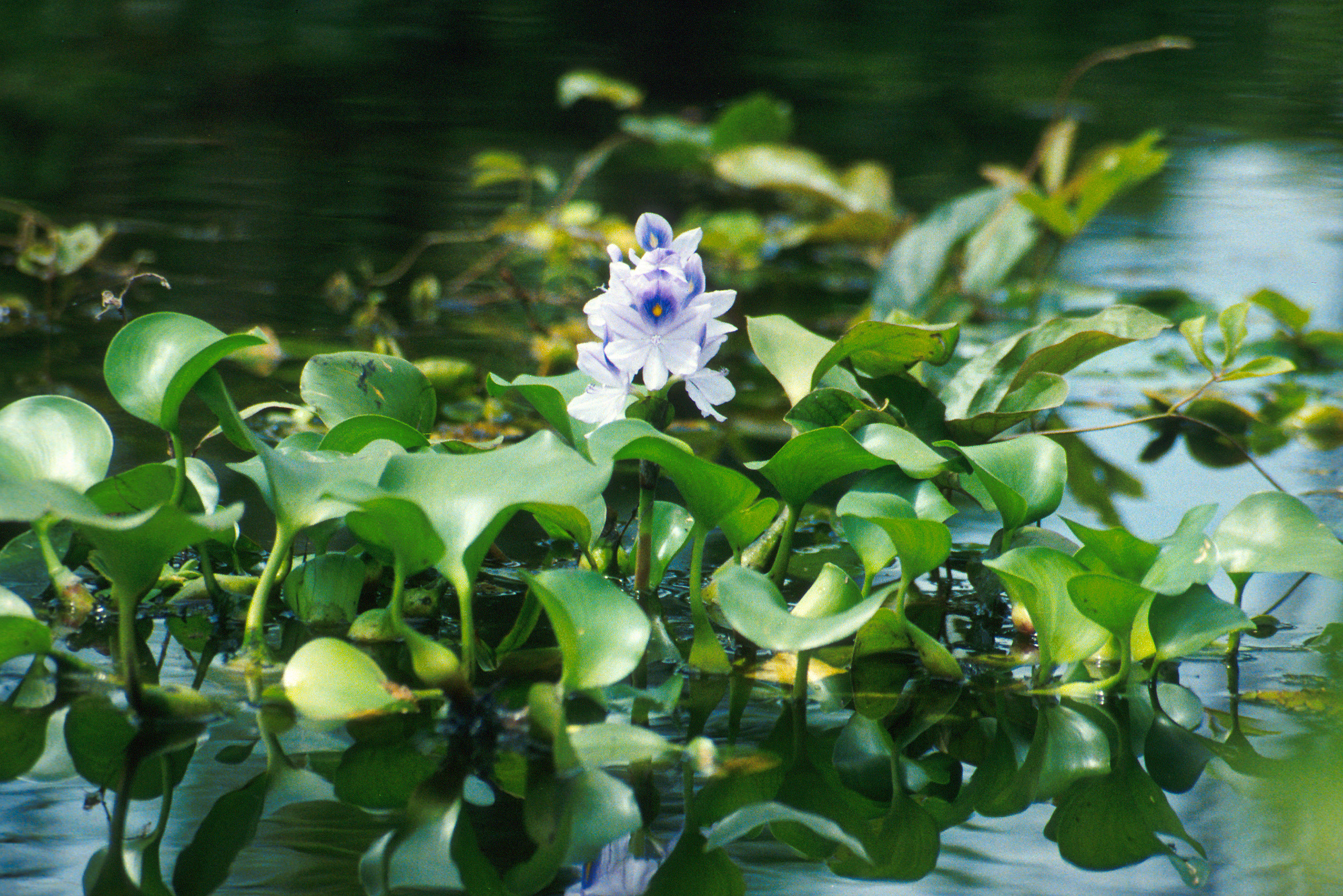
Plan de jacinthes d'eau (Eichhornia crassipes) dérivant

Le barrage Inga II est un barrage hydroélectrique sur le fleuve Congo en république démocratique du Congo. Il est établi sur le site des chutes d'Inga dans la province du Bas-Congo, à une trentaine de kilomètres au nord de la ville de Matadi. Il est avec Inga I l'un des deux barrages hydroélectriques établis sur le site, qui pourrait à terme en accueillir deux autres (Inga III et Grand Inga). 
Le barrage a été construit en rive droite du fleuve, profitant du Nkokolo, une vallée sèche ancien lit du fleuve, dont les berges atteignaient 150 mètres de haut au niveau des chutes d'Inga, parallèles au site. 
Un barrage, le barrage de Shongo, a permis de mettre sous eau le Nkokolo. L'eau est captée à 10 kilomètres en amont du site du barrage Inga II, à une altitude de 125 mètres, pour atteindre 115 mètres au niveau du bief alimentant les barrages Inga I et Inga II. Un canal d'une longueur de quelques centaines de mètres, situé à l'ouest du barrage Inga I, alimente le barrage Inga II. À cet endroit, la hauteur de chute est d'environ 50 mètres (115 - 65 mètres) entre le bief et le flot du fleuve Congo coulant en contrebas du site. 
L'inauguration a eu lieu en 1982. La centrale hydro-électrique comprend 8 turbines produisant chacune 175 mégawatts, soit 1 400 MW en tout.
Depuis lors, faute d'entretien et à cause de la mauvaise gérance sous le régime Mobutu et de la situation de guerre depuis 1997, le barrage Inga II et son voisin Inga I sont dans un état de délabrement réduisant leur capacité de production électrique à 20 %, faute de pièces de rechange. Les jacinthes d'eau sont l'une des principales causes d'encombrement du barrage et de dégradation de ses turbines. Les centrales électriques ne parviennent même plus à assurer une alimentation fiable à la seule ville de Kinshasa, alors que les projets initiaux prévoyaient une alimentation de toute l'Afrique australe, justifiant également la construction de la ligne électrique Inga-Shaba.